# Real Club Celta de Vigo 2023-2024
Questa voce raccoglie le informazioni riguardanti il Real Club Celta de Vigo nelle competizioni ufficiali della stagione 2023-2024.

## Maglie e sponsor
| Casa | Trasferta |

Sponsor ufficiale: Estrella Galicia
Fornitore tecnico: Adidas

## Rosa
Rosa aggiornata al 31 gennaio 2024 

In corsivo i calciatori ceduti durante la stagione
| N. |                        | Ruolo | Calciatore            |
| -- | ---------------------- | ----- | --------------------- |
| 1  | Argentina (bandiera)   | P     | Agustín Marchesín     |
| 2  | Svezia (bandiera)      | D     | Carl Starfelt         |
| 3  | Spagna (bandiera)      | D     | Óscar Mingueza        |
| 4  | Spagna (bandiera)      | D     | Unai Núñez            |
| 5  | Perù (bandiera)        | C     | Renato Tapia          |
| 6  | Spagna (bandiera)      | C     | Carlos Dotor          |
| 7  | Spagna (bandiera)      | A     | Carles Pérez          |
| 8  | Spagna (bandiera)      | C     | Fran Beltrán          |
| 9  | Argentina (bandiera)   | A     | Tadeo Allende         |
| 10 | Spagna (bandiera)      | A     | Iago Aspas (capitano) |
| 11 | Argentina (bandiera)   | C     | Franco Cervi          |
| 12 | Grecia (bandiera)      | A     | Tasos Douvikas        |
| 13 | Spagna (bandiera)      | P     | Iván Villar           |
| 14 | Stati Uniti (bandiera) | C     | Luca de la Torre      |
| 15 | Ghana (bandiera)       | D     | Joseph Aidoo          |
| 16 | Brasile (bandiera)     | C     | Jailson               |

| N. |                           | Ruolo | Calciatore           |
| -- | ------------------------- | ----- | -------------------- |
| 17 | Costa d'Avorio (bandiera) | A     | Jonathan Bamba       |
| 18 | Norvegia (bandiera)       | C     | Jørgen Strand Larsen |
| 19 | Svezia (bandiera)         | C     | Williot Swedberg     |
| 20 | Spagna (bandiera)         | D     | Kevin Vázquez        |
| 21 | Serbia (bandiera)         | D     | Mihailo Ristić       |
| 22 | Spagna (bandiera)         | D     | Javier Manquillo     |
| 23 | Spagna (bandiera)         | D     | Manu Sánchez         |
| 24 | Spagna (bandiera)         | C     | Gabri Veiga          |
| 25 | Spagna (bandiera)         | P     | Vicente Guaita       |
| 28 | Spagna (bandiera)         | D     | Carlos Domínguez     |
| 29 | Spagna (bandiera)         | A     | Miguel Rodríguez     |
| 30 | Spagna (bandiera)         | C     | Hugo Sotelo          |
| 33 | Spagna (bandiera)         | C     | Hugo Álvarez         |
| 37 | Spagna (bandiera)         | C     | Damián Rodríguez     |
| 38 | Spagna (bandiera)         | D     | Yoel Lago            |

## Calciomercato

### Sessione estiva
| Acquisti         | Acquisti          | Acquisti            | Acquisti                   |
| R.               | Nome              | da                  | Modalità                   |
| ---------------- | ----------------- | ------------------- | -------------------------- |
| A                | Tasos Douvikas    | Utrecht             | definitivo (12 milioni €)  |
| A                | Carles Pérez      | Roma                | definitivo (5,2 milioni €) |
| D                | Carl Starfelt     | Celtic              | definitivo (5 milioni €)   |
| C                | Carlos Dotor      | Real M. Castilla    | definitivo (3 milioni €)   |
| D                | Mihailo Ristić    | Benfica             | definitivo (1,5 milioni €) |
| A                | Jonathan Bamba    | Lilla               | gratuito                   |
| D                | Manu Sánchez      | Atlético Madrid     | gratuito                   |
| P                | Vicente Guaita    | Crystal Palace      | gratuito                   |
| Altre operazioni |                   |                     |                            |
| R.               | Nome              | da                  | Modalità                   |
| C                | Denis Suárez      | Espanyol            | fine prestito              |
| C                | Orbelín Pineda    | AEK Atene           | fine prestito              |
| P                | Rubén Blanco      | Olympique Marsiglia | fine prestito              |
| A                | Santi Mina        | Al-Shabab           | fine prestito              |
| A                | Gabriel Fernández | Juárez              | fine prestito              |
| A                | Julen Lobete      | RKC Waalwijk        | fine prestito              |
| D                | Sergio Carreira   | Villarreal B        | fine prestito              |
| D                | José Fontán       | Go Ahead Eagles     | fine prestito              |
| C                | Miguel Baeza      | Rio Ave             | fine prestito              |

| Cessioni         | Cessioni          | Cessioni            | Cessioni                   |
| R.               | Nome              | a                   | Modalità                   |
| ---------------- | ----------------- | ------------------- | -------------------------- |
| C                | Gabri Veiga       | Al-Ahli             | definitivo (40 milioni €)  |
| C                | Orbelín Pineda    | AEK Atene           | definitivo (6,5 milioni €) |
| D                | Javi Galán        | Atlético Madrid     | definitivo (5 milioni €)   |
| A                | Gabriel Fernández | Pumas UNAM          | definitivo (3,2 milioni €) |
| P                | Rubén Blanco      | Olympique Marsiglia | definitivo (1,5 milioni €) |
| C                | Denis Suárez      | Villarreal          | gratuito                   |
| A                | Augusto Solari    | Atlas               | gratuito                   |
| A                | Gonçalo Paciência | Bochum              | prestito                   |
| D                | Sergio Carreira   | Elche               | prestito                   |
| C                | Miguel Baeza      | Mirandés            | prestito                   |
| D                | José Fontán       | FC Cartagena        | prestito                   |
| A                | Lautaro de León   | FC Cartagena        | prestito                   |
| A                | Santi Mina        |                     | svincolato                 |
| D                | Hugo Mallo        |                     | svincolato                 |
| Altre operazioni |                   |                     |                            |
| R.               | Nome              | a                   | Modalità                   |
| C                | Óscar Rodríguez   | Siviglia            | fine prestito              |
| C                | Carles Pérez      | Roma                | fine prestito              |
| A                | Haris Seferović   | Benfica             | fine prestito              |

### Sessione invernale
| Acquisti         | Acquisti         | Acquisti      | Acquisti                   |
| R.               | Nome             | da            | Modalità                   |
| ---------------- | ---------------- | ------------- | -------------------------- |
| D                | Jailson          | Palmeiras     | gratuito                   |
| D                | Javier Manquillo | Newcastle Utd | n.d.                       |
| A                | Tadeo Allende    | Godoy Cruz    | definitivo (4,5 milioni €) |
| Altre operazioni |                  |               |                            |
| R.               | Nome             | da            | Modalità                   |

| Cessioni         | Cessioni          | Cessioni         | Cessioni         |
| R.               | Nome              | a                | Modalità         |
| Altre operazioni | Altre operazioni  | Altre operazioni | Altre operazioni |
| R.               | Nome              | a                | Modalità         |
| ---------------- | ----------------- | ---------------- | ---------------- |
| P                | Agustín Marchesín |                  | svincolato       |

## Risultati

### Primera División

#### Girone di andata
| Arbitro: | Pablo González Fuertes |

|  |           |                                |
|  | Marcatori | 24’ Rubén García 74’ Moi Gómez |

| Arbitro: | Ortiz Arias |

|                 |           |                |
| Barrenetxea 22’ | Marcatori | 90+4’ Mingueza |

| Arbitro: | de Mera Escuderos |

|  |           |                |
|  | Marcatori | 81’ Bellingham |

| Arbitro: | Ricardo de Burgos Bengoetxea |

|                        |           |                                             |
| Akieme 54’ Arribas 68’ | Marcatori | 24’ U. Núñez 33’ Strand Larsen 87’ Swedberg |

| Arbitro: | José Luis Munuera Montero |

|  |           |            |
|  | Marcatori | 85’ Muriqi |

| Arbitro: | Mario Melero López |

|                                  |           |                                |
| Lewandowski 81’, 85’ Cancelo 89’ | Marcatori | 19’ Strand Larsen 76’ Douvikas |

| Arbitro: | César Soto Grado |

|                  |           |               |
| Marín 35’ (aut.) | Marcatori | 73’ Omorodion |

| Arbitro: | Javier Alberola Rojas |

|                                |           |              |
| Viera 84’ (rig.) Cardona 90+7’ | Marcatori | 67’ Douvikas |

| Arbitro: | José María Sánchez Martínez |

|                             |           |                                |
| Bamba 24’ Strand Larsen 43’ | Marcatori | 2’ Borja Mayoral 33’ Greenwood |

| Arbitro: | Cuadra Fernández |

|  |           |                                |
|  | Marcatori | 29’ (rig.), 64’, 70’ Griezmann |

| Arbitro: | Isidro Díaz de Mera Escuderos |

|                  |           |  |
| Y. Herrera 90+1’ | Marcatori |  |

| Arbitro: | Hernández Hernández |

|              |           |               |
| Starfelt 22’ | Marcatori | 84’ En-Nesyri |

| Arbitro: | Juan Luis Pulido Santana |

|                                                     |           |                                            |
| Sancet 37’ Guruzeta 50’, 52’ Berenguer 90+8’ (rig.) | Marcatori | 25’ Iago Aspas 41’ Bamba 66’ Strand Larsen |

| Valencia 25 novembre 2023, ore 16:15 CET 14ª giornata | Valencia   | 0 – 0 referto | Celta Vigo | Mestalla (43 375 spett.)\| Arbitro: \| Soto Grado \| |
| Arbitro:                                              | Soto Grado |               |            |                                                      |

| Arbitro: | Gil Manzano |

|                   |           |           |
| Strand Larsen 57’ | Marcatori | 16’ Ramos |

| Madrid 11 dicembre 2023, ore 21:00 CET 16ª giornata | Rayo Vallecano | 0 – 0 referto | Celta Vigo | Campo de Fútbol de Vallecas (11 796 spett.)\| Arbitro: \| Garcia Verdura \| |
| Arbitro:                                            | Garcia Verdura |               |            |                                                                             |

| Arbitro: | José María Sánchez Martínez |

|                   |           |  |
| Strand Larsen 20’ | Marcatori |  |

| Arbitro: | Soto Grado |

|                                         |           |                                |
| Pedraza 13’ Mandi 40’ Parejo 48’ (rig.) | Marcatori | 52’ Douvikas 57’ Strand Larsen |

| Arbitro: | Ortiz Arias |

|                                      |           |           |
| Iago Aspas 16’ (rig.) Swedberg 90+6’ | Marcatori | 6’ Ruibal |

#### Girone di ritorno
| Arbitro: | García Verdura |

|           |           |                |
| Larin 43’ | Marcatori | 10’ Iago Aspas |

| Arbitro: | Figueroa Vázquez |

|  |           |               |
|  | Marcatori | 11’ B. Méndez |

| Arbitro: | Melero López |

|  |           |           |
|  | Marcatori | 20’ Portu |

| Arbitro: | Alberola Rojas |

|  |           |                                                |
|  | Marcatori | 24’ Strand Larsen 25’ De la Torre 90’ Douvikas |

| Arbitro: | Hernández Hernández |

|                                   |           |                               |
| Borja Mayoral 41’ Mata 45+2’, 89’ | Marcatori | 71’ Strand Larsen 85’ Allende |

| Arbitro: | Pulido Santana |

|                |           |                               |
| Iago Aspas 47’ | Marcatori | 45’, 90+7’ (rig.) Lewandowski |

| Arbitro: | Ortiz Arias |

|                          |           |                             |
| Juanmi 66’ Machís 90+10’ | Marcatori | 11’ Iago Aspas 58’ Swedberg |

| Arbitro: | Sánchez Martínez |

|              |           |  |
| Mingueza 73’ | Marcatori |  |

| Arbitro: | Melero López |

|                                                                    |           |  |
| Vinícius 21’ Guaita 79’ (aut.) C. Domínguez 88’ (aut.) Güler 90+4’ | Marcatori |  |

| Arbitro: | Hernández Maeso |

|               |           |                                |
| En-Nesyri 18’ | Marcatori | 72’ C. Pérez 78’ Strand Larsen |

| Vigo 31 marzo 2024, ore 14:00 CEST 30ª giornata | Celta Vigo          | 0 – 0 referto | Rayo Vallecano | Stadio Balaidos (21 505 spett.)\| Arbitro: \| Hernández Hernández \| |
| Arbitro:                                        | Hernández Hernández |               |                |                                                                      |

| Arbitro: | Martínez Munuera |

|                       |           |                     |
| Miranda 53’ Fekir 83’ | Marcatori | 90+1’ Strand Larsen |

| Arbitro: | Hernández Maeso |

|                                               |           |            |
| Iago Aspas 37’, 76’ Swedberg 39’ Douvikas 71’ | Marcatori | 11’ Herzog |

| Arbitro: | Pulido Santana |

|                                      |           |  |
| Simeone 48’ Guridi 54’ Benavídez 86’ | Marcatori |  |

| Arbitro: | Soto Grado |

|                                                      |           |                          |
| Iago Aspas 22’ (rig.) Strand Larsen 39’ Douvikas 82’ | Marcatori | 12’ A. Moreno 65’ Guedes |

| Arbitro: | Figueroa Vázquez |

|                |           |  |
| R. De Paul 84’ | Marcatori |  |

| Arbitro: | García Verdura |

|                             |           |               |
| Swedberg 68’ H. Álvarez 71’ | Marcatori | 23’ Berenguer |

| Arbitro: | Alberola Rojas |

|               |           |                             |
| B. Méndez 86’ | Marcatori | 61’ Strand Larsen 63’ Bamba |

| Arbitro: | Ortiz Arias |

|                                    |           |                                        |
| Iago Aspas 49’ (rig.) Douvikas 62’ | Marcatori | 5’ (aut.) C. Domínguez 60’ (rig.) Marí |

### Copa del Rey
| Arbitro: | Mario Melero López |

|  |           |                                  |
|  | Marcatori | 12’, 33’ Bamba 61’, 71’ C. Pérez |

| Arbitro: | Rubén Porras Rico |

|                  |           |                          |
| Núñez 74’ (aut.) | Marcatori | 17’, 78’ (rig.) Douvikas |

| Arbitro: | Martínez Moreno |

|                              |           |                                               |
| Jauregi 30’ R. Rodríguez 35’ | Marcatori | 6’ M. Rodríguez 49’ Jailson 52’, 75’ Douvikas |

| Arbitro: | Ricardo de Burgos Bengoetxea |

|                   |           |                                          |
| Pepelu 29’ (rig.) | Marcatori | 13’ De La Torre 18’ (rig.), 80’ Douvikas |

| Arbitro: | Soto Grado |

|                   |           |                         |
| De La Torre 90+2’ | Marcatori | 2’ Oyarzabal 66’ Becker |

## Statistiche finali

### Statistiche di squadra
| Competizione | Punti | In casa | In casa | In casa | In casa | In casa | In casa | In trasferta | In trasferta | In trasferta | In trasferta | In trasferta | In trasferta | Totale | Totale | Totale | Totale | Totale | Totale | DR  |
| Competizione | Punti | G       | V       | N       | P       | Gf      | Gs      | G            | V            | N            | P            | Gf           | Gs           | G      | V      | N      | P      | Gf     | Gs     | DR  |
| ------------ | ----- | ------- | ------- | ------- | ------- | ------- | ------- | ------------ | ------------ | ------------ | ------------ | ------------ | ------------ | ------ | ------ | ------ | ------ | ------ | ------ | --- |
| Liga         | 41    | 19      | 6       | 6       | 7       | 21      | 23      | 19           | 4            | 5            | 10           | 25           | 33           | 38     | 10     | 11     | 17     | 46     | 57     | -11 |
| Coppa del Re | -     | 1       | 0       | 0       | 1       | 1       | 2       | 4            | 4            | 0            | 0            | 13           | 4            | 5      | 4      | 0      | 1      | 14     | 6      | +8  |
| Totale       | -     | 20      | 6       | 6       | 8       | 22      | 25      | 23           | 8            | 5            | 10           | 38           | 37           | 43     | 14     | 11     | 18     | 60     | 63     | -3  |

### Andamento in campionato
| Giornata  | 1  | 2  | 3  | 4  | 5  | 6  | 7  | 8  | 9  | 10 | 11 | 12 | 13 | 14 | 15 | 16 | 17 | 18 | 19 | 20 | 21 | 22 | 23 | 24 | 25 | 26 | 27 | 28 | 29 | 30 | 31 | 32 | 33 | 34 | 35 | 36 | 37 | 38 |
| --------- | -- | -- | -- | -- | -- | -- | -- | -- | -- | -- | -- | -- | -- | -- | -- | -- | -- | -- | -- | -- | -- | -- | -- | -- | -- | -- | -- | -- | -- | -- | -- | -- | -- | -- | -- | -- | -- | -- |
| Luogo     | C  | T  | C  | T  | C  | T  | C  | T  | C  | C  | T  | C  | T  | T  | C  | T  | C  | T  | C  | T  | C  | C  | T  | C  | T  | T  | C  | T  | T  | C  | T  | C  | T  | C  | T  | C  | T  | C  |
| Risultato | P  | N  | P  | V  | P  | P  | N  | P  | N  | P  | P  | N  | P  | N  | N  | N  | V  | P  | V  | N  | P  | P  | V  | P  | P  | N  | V  | P  | V  | N  | P  | V  | P  | V  | P  | V  | V  | N  |
| Posizione | 19 | 16 | 18 | 13 | 16 | 18 | 18 | 18 | 18 | 18 | 18 | 18 | 18 | 18 | 18 | 18 | 17 | 18 | 17 | 16 | 16 | 16 | 16 | 17 | 17 | 17 | 17 | 17 | 17 | 17 | 17 | 16 | 17 | 15 | 17 | 16 | 14 | 14 |

Legenda:

Luogo: C = Casa; T = Trasferta. Risultato: V = Vittoria; N = Pareggio; P = Sconfitta.

### Statistiche dei giocatori
Sono in corsivo i calciatori che hanno lasciato la società a stagione in corso 
 Dati aggiornati al 26 maggio 2024 
| Giocatore        | Liga     | Liga | Liga        | Liga       | Coppa del Re | Coppa del Re | Coppa del Re | Coppa del Re | Totale   | Totale | Totale      | Totale     |
| Giocatore        | Presenze | Reti | Ammonizioni | Espulsioni | Presenze     | Reti         | Ammonizioni  | Espulsioni   | Presenze | Reti   | Ammonizioni | Espulsioni |
| ---------------- | -------- | ---- | ----------- | ---------- | ------------ | ------------ | ------------ | ------------ | -------- | ------ | ----------- | ---------- |
| J. Aidoo         | 6        | 0    | 0           | 0          | 0            | 0            | 0            | 0            | 6        | 0      | 0           | 0          |
| T. Allende       | 10       | 1    | 1           | 0          | 0            | 0            | 0            | 0            | 10       | 1      | 1           | 0          |
| H. Álvarez       | 12       | 1    | 1           | 0          | 4            | 0            | 0            | 0            | 16       | 1      | 1           | 0          |
| I. Aspas         | 35       | 9    | 6           | 1          | 1            | 0            | 0            | 0            | 36       | 9      | 6           | 1          |
| J. Bamba         | 27       | 3    | 0           | 0          | 1            | 2            | 0            | 0            | 28       | 5      | 0           | 0          |
| F. Beltrán       | 33       | 0    | 2           | 0          | 4            | 0            | 0            | 0            | 37       | 0      | 2           | 0          |
| F. Cervi         | 17       | 0    | 2           | 0          | 2            | 0            | 0            | 0            | 19       | 0      | 2           | 0          |
| L. de la Torre   | 31       | 1    | 2           | 1          | 4            | 2            | 0            | 0            | 35       | 3      | 2           | 1          |
| C. Domínguez     | 22       | 0    | 2           | 0          | 3            | 0            | 0            | 0            | 25       | 0      | 2           | 0          |
| C. Dotor         | 17       | 0    | 2           | 0          | 2            | 0            | 0            | 0            | 19       | 0      | 2           | 0          |
| T. Douvikas      | 32       | 7    | 2           | 0          | 5            | 6            | 1            | 0            | 37       | 13     | 3           | 0          |
| V. Guaita        | 27       | -39  | 2           | 0          | 0            | -0           | 0            | 0            | 27       | -39    | 2           | 0          |
| Jailson          | 14       | 0    | 1           | 0          | 3            | 1            | 1            | 0            | 17       | 1      | 2           | 0          |
| Y. Lago          | 1        | 0    | 0           | 0          | 0            | 0            | 0            | 0            | 1        | 0      | 0           | 0          |
| J. Manquillo     | 12       | 0    | 3           | 0          | 0            | 0            | 0            | 0            | 12       | 0      | 3           | 0          |
| Ó. Mingueza      | 38       | 2    | 4           | 0          | 3            | 0            | 0            | 0            | 41       | 2      | 4           | 0          |
| U. Núñez         | 34       | 1    | 4           | 0          | 3            | 0            | 1            | 0            | 37       | 1      | 5           | 0          |
| C. Pérez         | 16       | 1    | 3           | 0          | 3            | 2            | 0            | 0            | 19       | 3      | 3           | 0          |
| M. Ristić        | 12       | 0    | 2           | 0          | 3            | 0            | 1            | 0            | 15       | 0      | 3           | 0          |
| D. Rodríguez     | 5        | 0    | 1           | 0          | 0            | 0            | 0            | 0            | 5        | 0      | 1           | 0          |
| J. Rodríguez     | 0        | 0    | 0           | 0          | 2            | 0            | 0            | 0            | 2        | 0      | 0           | 0          |
| M. Rodríguez     | 15       | 0    | 2           | 0          | 5            | 1            | 1            | 0            | 20       | 1      | 3           | 0          |
| J. Rueda         | 1        | 0    | 0           | 0          | 0            | 0            | 0            | 0            | 1        | 0      | 0           | 0          |
| M. Sánchez       | 26       | 0    | 3           | 0          | 2            | 0            | 0            | 0            | 28       | 0      | 3           | 0          |
| H. Sotelo        | 17       | 0    | 1           | 0          | 3            | 0            | 0            | 0            | 20       | 0      | 1           | 0          |
| C. Starfelt      | 27       | 1    | 4           | 0          | 3            | 0            | 0            | 0            | 30       | 1      | 4           | 0          |
| J. Strand Larsen | 37       | 13   | 4           | 0          | 2            | 0            | 1            | 0            | 39       | 13     | 5           | 0          |
| W. Swedberg      | 15       | 5    | 1           | 0          | 5            | 0            | 1            | 0            | 20       | 5      | 2           | 0          |
| R. Tapia         | 21       | 0    | 2           | 1          | 4            | 0            | 0            | 0            | 25       | 0      | 2           | 1          |
| K. Vázquez       | 12       | 0    | 3           | 0          | 5            | 0            | 1            | 0            | 17       | 0      | 4           | 0          |
| G. Veiga         | 1        | 0    | 0           | 0          | 0            | 0            | 0            | 0            | 1        | 0      | 0           | 0          |
| I. Villar        | 12       | -18  | 0           | 1          | 4            | -5           | 0            | 0            | 16       | -23    | 0           | 1          |